# Боклер, Чарльз, 1-й герцог Сент-Олбанс
Чарльз Боклер (англ. Charles Beauclerk, 1st Duke of St Albans; 8 мая 1670, Лондон — 10 мая 1726, Бат) — английский аристократ и пэр, граф Бёрфорд (1676—1726), 1-й герцог Сент-Олбанс (1684—1726). Незаконнорожденный сын Карла II Стюарта, короля Англии, Шотландии и Ирландии, и его любовницы Нелл Гвин.

## Биография
Чарльз Боклер родился в Лондоне 8 мая 1670 года. Он был внебрачным сыном короля Англии Карла II и его любовницы Нелл Гвин. 21 декабря 1676 года мальчик получил титулы барона Хеддингтона и графа Бёрфорда в Оксфордшире, а ещё через несколько недель — титул лорда Боклера. В январе 1684 года, после смерти бездетного Генри Джермина, 1-го графа Сент-Олбанса, Карл II пожаловал своему бастарду титул герцога Сент-Олбанса и денежную пенсию в размере 1000 фунтов стерлингов в год. После смерти своей матери (14 ноября 1687) Боклер получил во владение обширные поместья, в том числе Бёрфорд-хаус недалеко от Виндзорского замка.
В 1687 году герцог получил чин полковника 8-го кавалерийского полка. Он служил у германского императора Леопольда I Габсбурга, участвовал в осаде Белграда. За время отсутствия Боклера в Англии произошла Славная революция (1688); герцог смог установить дружеские отношения с новым королём Англии Вильгельмом III Оранским. С 1691 года он заседал в Палате лордов. В 1693 году командовал вспомогательным английским корпусом в Нидерландах и отличился в битве с французами при Неерлиндене. Летом 1697 года вместе с королём Вильгельмом встречал в Утрехте русского царя Петра I. В декабре того же года ездил с посольством в Париж, чтобы передать королевские поздравления с женитьбой внука Людовика XIV, герцога Людовика Бургундского, на Марии Аделаиде Савойской. В 1698 году получил должность главного сокольничего королевского двора.
Худшие времена для герцога наступили после вступления на королевский престол Анны Стюарт (1702—1714), которая поддерживала партию тори, в то время как Сент-Олбанс был известен своей симпатией партии вигов. Своё положение при дворе Боклер смог вернуть при короле Георге I Ганноверском (1714—1727). В 1716 году он был назначен лордом-лейтенантом Беркшира, а в 1718 году стал кавалером Ордена Подвязки.
10 мая 1726 года 56-летний Чарльз Боклер, герцог Сент-Олбанс, умер в городке Бат (Сомерсет). Он был похоронен в Вестминстерском аббатстве. Ему наследовал старший сын Чарльз.

## Семья
17 апреля 1694 года Чарльз Боклер женился на леди Диане де Вер (около 1679 — 15 января 1742), дочери и наследнице Обри де Вера, 20-го графа Оксфорда, и Дианы Керк. Диана была известной красавицей и придворной дамой Каролины Ансбахской, принцессы Уэльской и супруги Георга II. Супруги имели девять сыновей и трёх дочерей. Это были:
- Чарльз Боклер (6 апреля 1696 — 27 июля 1751), 2-й герцог Сент-Олбанс (1726—1751);
- леди Диана Боклер (около 1697 — ?);
- лорд Уильям Боклер[англ.] (22 мая 1698 — 23 февраля 1733), был женат на Шарлотте Верден, его внук Джордж Боклер стал 4-м герцогом Сент-Олбанс (1786—1787);
- лорд Вер Боклер (14 июля 1699 — 21 октября 1781), адмирал, 1-й барон Вер (1750—1781);
- лорд Генри Боклер (11 августа 1701 — 5 января 1761), полковник, женат на Марте Лавлейс;
- лорд Сидни Боклер[англ.] (27 февраля 1703 — 23 января 1744), женат на Мэри Норрис;
- лорд Джордж Боклер[англ.] (26 декабря 1704 — 11 мая 1768), генерал-лейтенант;
- Сеймур Боклер (24 июня 1708 — умер в детстве);
- лорд Джеймс Боклер[англ.] (около 1709 — 20 октября 1787), епископ Херефорда;
- лорд Обри Боклер[англ.] (около 1710 — 22 марта 1741);
- леди Мэри Боклер (около 1713 — ?);
- леди Энн Боклер (около 1716 — ?).